# 杉溪

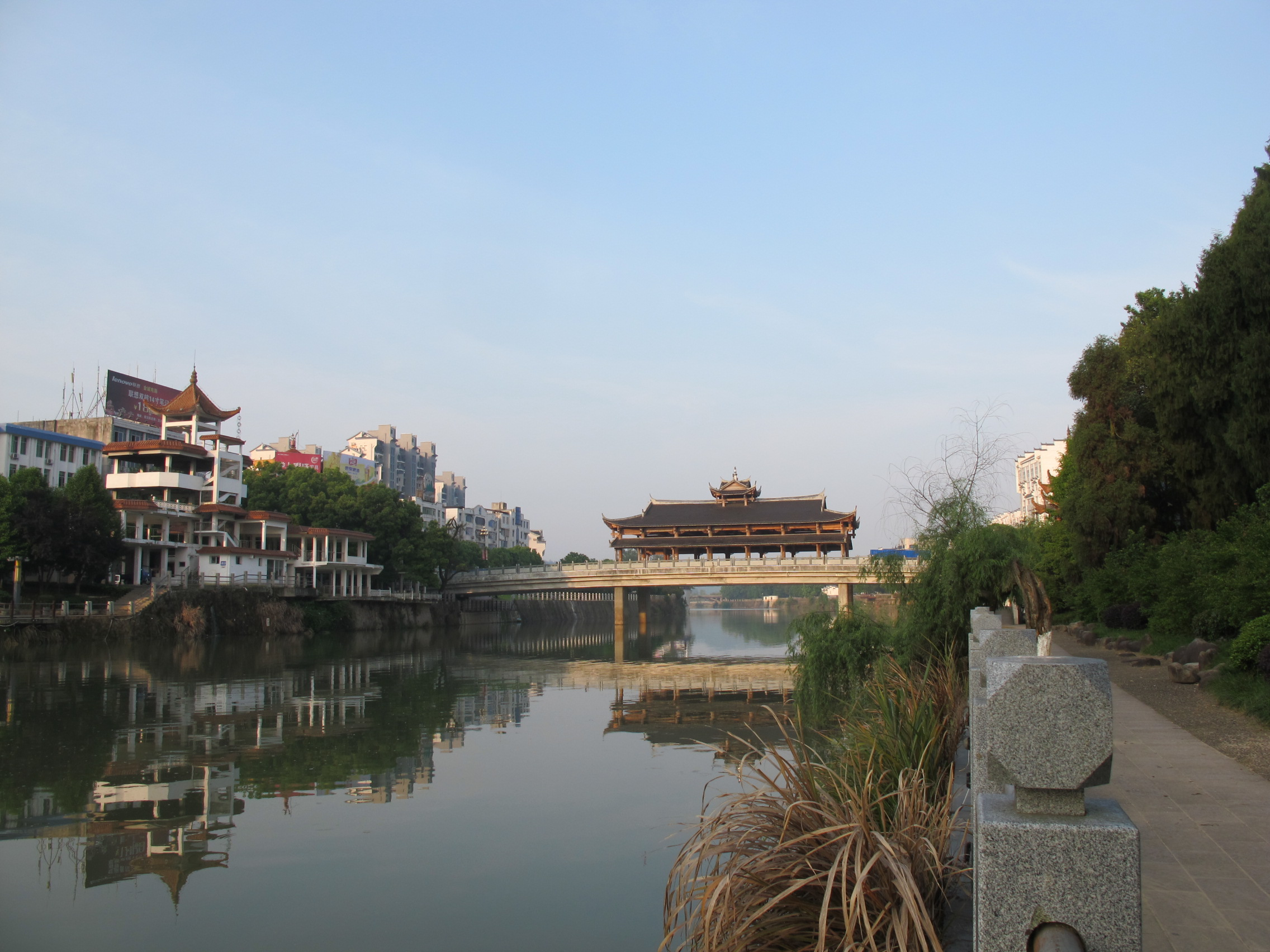
泰宁同心桥附近河段

杉溪，位于中华人民共和国福建省西部的一条河流，是金溪左岸支流。源流称龙湖溪，发源于邵武市西部沿山镇上樵村西南广坪山西北麓一带，蜿蜒向南流，经和平镇和泰宁县朱口镇龙湖村（原龙湖镇），龙湖以下河段称朱口溪，南流至朱口镇东北转西南流，过泰宁县城杉城镇后始称“杉溪”，进入池潭水库库区。河长78千米，流域面积1159平方千米，河道平均比降2.5‰。杉溪两岸为河谷盆地，流域内雨量丰沛，植被良好。预计易发生山洪灾害。